# Gråbröstad frösnäppa
Gråbröstad frösnäppa (Thinocorus orbignyianus) är en fågel i familjen frösnäppor, sydamerikanska vadarfåglar som anpassat sig till en vegetarisk diet.

## Kännetecken

### Utseende
Gråbröstad frösnäppa är med kroppslängden 21,5–24 cm en roskarlstor fågel, tydligt större än mindre frösnäppa men betydligt mindre och slankare än de två frösnäpporna i släktet Attagis. Fjäderdräkten skiljer sig avsevärt åt mellan könen. Hanen har rent blågrått på huvud, hals och bröst, förutom en liten vit strupfläck inramat av svart. Den är också brunaktig på tygel och örontäckare, medan bakre delen av hjässan är beigebrun med mörkbruna streck. Resten av undersidan är beigevit, på flankerna med mörkbrun bandning. Ovansidan är brun, med mörkbruna fjädercentra och gulbruna spetsar. De två yttersta handpennorna har vita spolstreck. Undersidan av vingen är kontrastrikt tecknad, vita med svart på axillarer samt mindre och mellersta täckarna. Honan saknar hanens blågråa färg och strupfläcken är mer beigevit och endast svagt inramad, av brunt. Hjässa, hals och bröst har kallt beigebrun anstrykning och är oregelbundet streckad i mörkbrunt.
Arten är mycket lik sin nära släkting mindre frösnäppa, men skiljer sig på större storlek, mörkare varmbrun ovansida, utbredd bandning på flankerna och mer enfärgade vingar utan tydlig ljus bakkant. Hanen är djupare blågrå och uppvisar aldrig den svarta linjen på strupen. Honan är mer streckad på bröstet och inramningen av strupfläcken är mindre tydlig.

### Läten
Flyktlätet är ett tvåstavigt "wuk-wuk". Sången avges i flykten eller från en sten, ett duvlikt "puku-puku" som hörs två till tre gånger i sekunden i upp till fem minuter.

## Utbredning och systematik
Gråbröstad frösnäppa delas in i två underarter med följande utbredning:
- Thinocorus orbignyianus ingae – förekommer i Anderna från norra Peru till norra Chile och nordvästra Argentina
- Thinocorus orbignyianus orbignyianus – förekommer i Anderna från norra mellersta Chile och Argentina till Tierra del Fuego

## Status och hot
Arten har ett stort utbredningsområde med stabil utveckling. Utifrån dessa kriterier kategoriserar IUCN arten som livskraftig (LC). Världspopulationen uppskattas till mellan 10.000 och 25.000 individer.

## Levnadssätt
Gråbröstad frösnäppa är en bergslevande fågel som i norr påträffas högt uppe i punazonen i Anderna, ibland över 4000 meters höjd, men söderut i lägre liggande områden, i Tierra del Fuego till och med nära kusten. När den störs står den blickstill och när den väl tar till vingarna lyfter den med snabba och grunda vingslag i sicksackflykt. Födan består av knoppar och löv från örter. Den häckar enstaka, med ägg funna i oktober–november, men också under andra tider på året som i januari–februari.

## Namn
Fågelns vetenskapliga artnamn hedrar Alcide Charles Victor Marie Dessalines d’Orbigny (1802-1857), fransk naturforskare, upptäcktsresande och samlare i tropiska Amerika.